# Scleropauropus tarumamirimi
Scleropauropus tarumamirimi är en mångfotingart som beskrevs av Ulf Scheller 1994. Scleropauropus tarumamirimi ingår i släktet hårdfåfotingar, och familjen fåfotingar. Inga underarter finns listade i Catalogue of Life.